# Wiener Secessionsgebäude

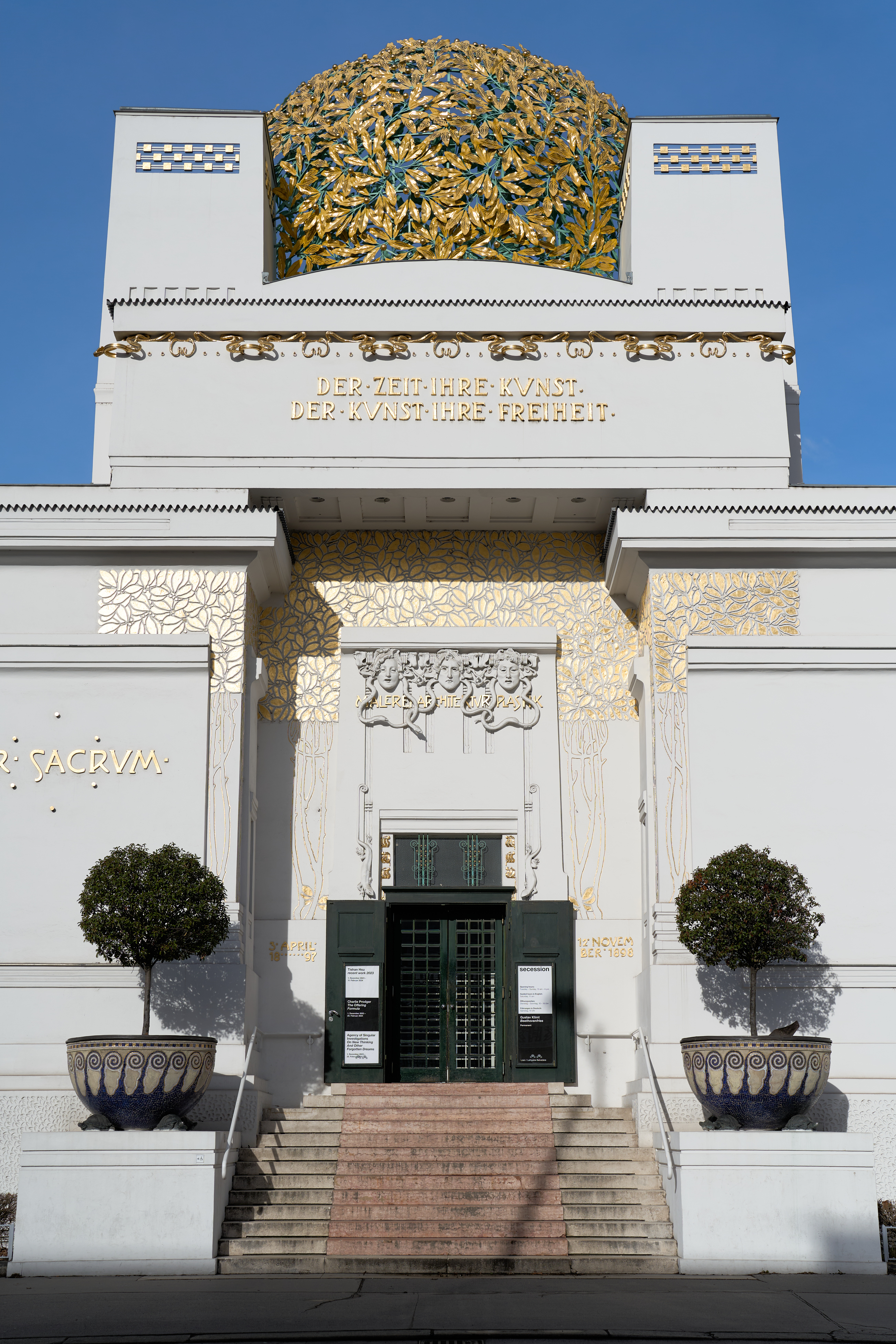
Eingang zur Secession

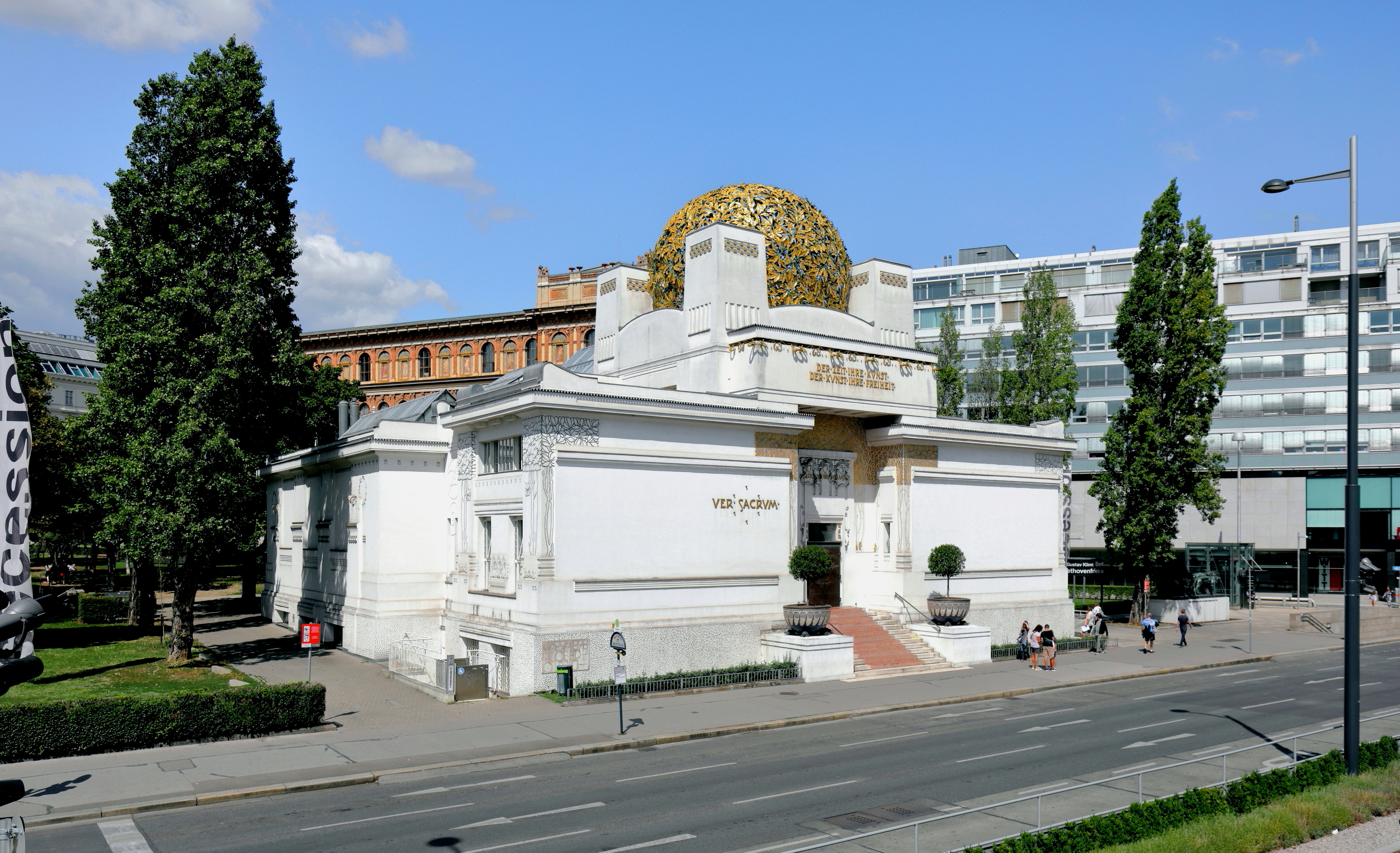
Das Ausstellungshaus der Wiener Secession

Das Ausstellungsgebäude der Wiener Secession, umgangssprachlich Secession genannt, wurde 1897/98 von Joseph Maria Olbrich als Ausstellungsgebäude für zeitgenössische Kunst errichtet und ist eines der bedeutendsten Gebäude des österreichischen Secessionsstils (Jugendstil). Das Ausstellungsgebäude wird bis heute von der Vereinigung bildender Künstler Wiener Secession betrieben. 

## Geschichte
„Mauern sollen es werden, weiß und glänzend, heilig und keusch. Ernste Würde sollte alles umweben. Reine Würde, wie sie mich beschlich und erschauerte, als ich einsam in Segesta vor dem unvollendeten Heiligthume stand … nur meine eigene Empfindung wollte ich im Klang hören, mein warmes Fühlen in kalte Mauern erstarret sehen.“

Die Kosten für das Gebäude wurden großteils von den Mitgliedern der Vereinigung bildender Künstler Österreichs aufgebracht. Als Baugrund wurde „seitens der Gemeindevertretung in Wien, laut Beschluss vom 17. November 1897, ein an der künftigen Wienzeile bei der Akademie gelegener, vortrefflich geeigneter Platz zur Errichtung eines Kunst-Ausstellungsgebäudes überlassen“ Angeblich wurde diese Lösung nach persönlicher Vorsprache von Josef Engelhart bei Bürgermeister Karl Lueger gefunden, nachdem die Errichtung des Ausstellungshauses an der Ringstraße gescheitert war. Für die Stadt stand die Errichtung des Gebäudes im Zusammenhang mit der Regulierung des Wienflusses und der Neugestaltung des Karlsplatzes, die aber Stückwerk blieb. So war etwa eine Allee zwischen Karlskirche und Secessionsgebäude geplant.
Auch formal nimmt das Gebäude auf die Karlskirche Bezug, besonders durch seine goldfarbene Kuppel (ein Blätterwerk aus vergoldetem, bemaltem Schmiedeeisen), nach Eduard Pötzl vom „Volksmund“ Krauthappel (= Krautkopf) genannt. Aufgrund seiner großen glatten Wände und der kubischen Erscheinung wurde der Bau auch Assyrische Bedürfnisanstalt geschimpft.
Unterhalb der Kuppel prangt in goldenen Lettern der Wahlspruch der Secession: Der Zeit ihre Kunst, der Kunst ihre Freiheit (von Ludwig Hevesi). Links neben der Eingangstür findet sich ein zweiter Wahlspruch: Ver Sacrum (Heiliger Frühling), der die Hoffnung auf eine neue Kunstblüte ausdrücken soll und der Titel des vereinseigenen Kunstmagazins war.
Das Gebäude ruht auf acht Meter hohen Betonsäulen, die bis zu dem an dieser Stelle unterirdisch fließenden Wienfluss hinabreichen.
Gustav Klimts Beethovenfries, 1902 ursprünglich für eine vorübergehende Ausstellung in der Wiener Secession geschaffen, befindet sich heute als Dauerleihgabe des Belvedere wieder dort und ist im Untergeschoß zu besichtigen.
Eine Darstellung des Secessionsgebäudes befindet sich auf der Rückseite der österreichischen 50-Cent-Münze.

## Gestalterische Elemente

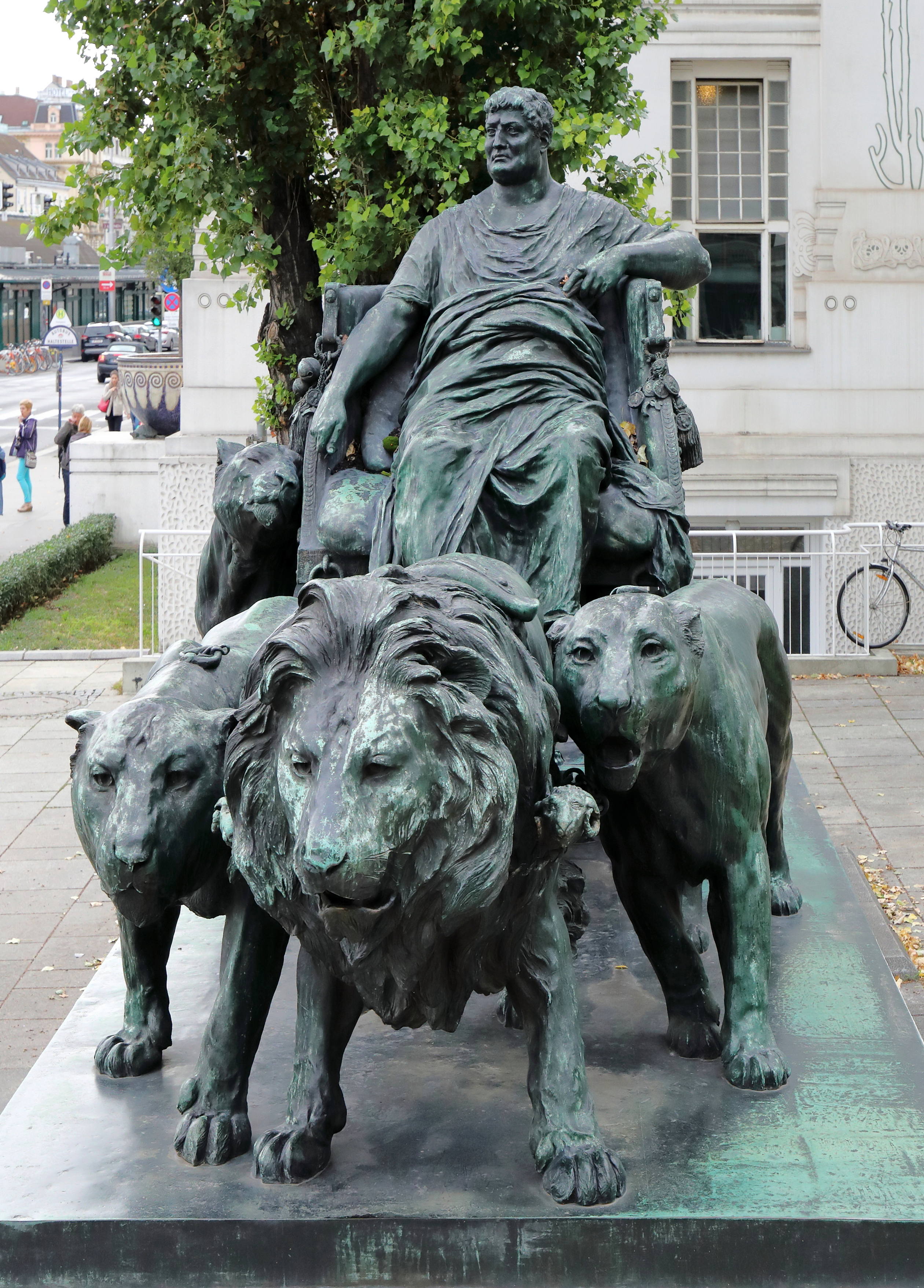
Bronzestatue des Marc Anton

Von Gustav Klimts Bruder Georg stammt der Entwurf der bronzenen Eingangstüren. Die zwei Mosaikschalen neben der zum Eingangsportal führenden Stiege sind von Robert Oerley. Identische Schalen finden sich bei der Villa Wustl. Die sechs Eulen auf den beiden Seitenfassaden sind von Koloman Moser entworfen worden. Sein Reigen von Kranzträgerinnen an der Rückseite wurde zu einem nicht bekannten Zeitpunkt abgeschlagen. Die Gorgonen über der Eingangstür gestaltete Othmar Schimkowitz.
Rechts neben dem Gebäude steht die Bronzestatue des Marc Anton von Arthur Strasser, die ursprünglich für die Pariser Weltausstellung 1900 geschaffen wurde. Die Statue wird im Volksmund gelegentlich als „Löwenfiaker“ bezeichnet.

## Renovierungen
Gegen Ende des Zweiten Weltkriegs wurde das Gebäude zunächst durch Bomben beschädigt. Bei ihrem Rückzug aus Wien zündeten Soldaten der Wehrmacht die im Inneren des Gebäudes gelagerten Reifen an, um sie nicht in die Hände der Roten Armee fallen zu lassen. Durch die Hitze des Feuers verlor die Stahlkonstruktion des Daches der Ausstellungshalle ihre Stabilität und stürzte ein, wobei große Teile der Außenmauern mitgerissen wurden, außerdem kam es in der Not der unmittelbaren Nachkriegszeit zu Plünderungen. Der Wiederaufbau nach dem Krieg erfolgte bis 1964, für die Innengestaltung wurde Josef Hoffmann herangezogen.
1985/86 fand unter der Leitung von Adolf Krischanitz eine Renovierung bei laufendem Ausstellungsbetrieb statt.
Von August 2017 bis September 2018 wurde, wieder unter Krischanitz’ Leitung und bei laufendem Betrieb, die Fassade inklusive der Kuppel generalsaniert. Außerdem wurden Fußböden und Klimaanlagen erneuert, der Zugang zum Beethovenfries im Untergeschoß durch Einbau eines Aufzugs barrierefrei gestaltet, der Shop neugestaltet und ein eigener Veranstaltungsraum geschaffen. Die abgeschlagenen Kranzträgerinnen von Koloman Moser an der Rückseite des Baus wurden rekonstruiert. Die Kosten der Sanierungs- und Modernisierungsarbeiten betrugen 3,5 Millionen Euro. Diese wurden je zu 1,2 Millionen von der Stadt Wien und vom Bundeskanzleramt der Republik übernommen, das übrige knappe Drittel wurde von der Secession und ihren Sponsoren und Förderern bereitgestellt.

## Bildergalerie

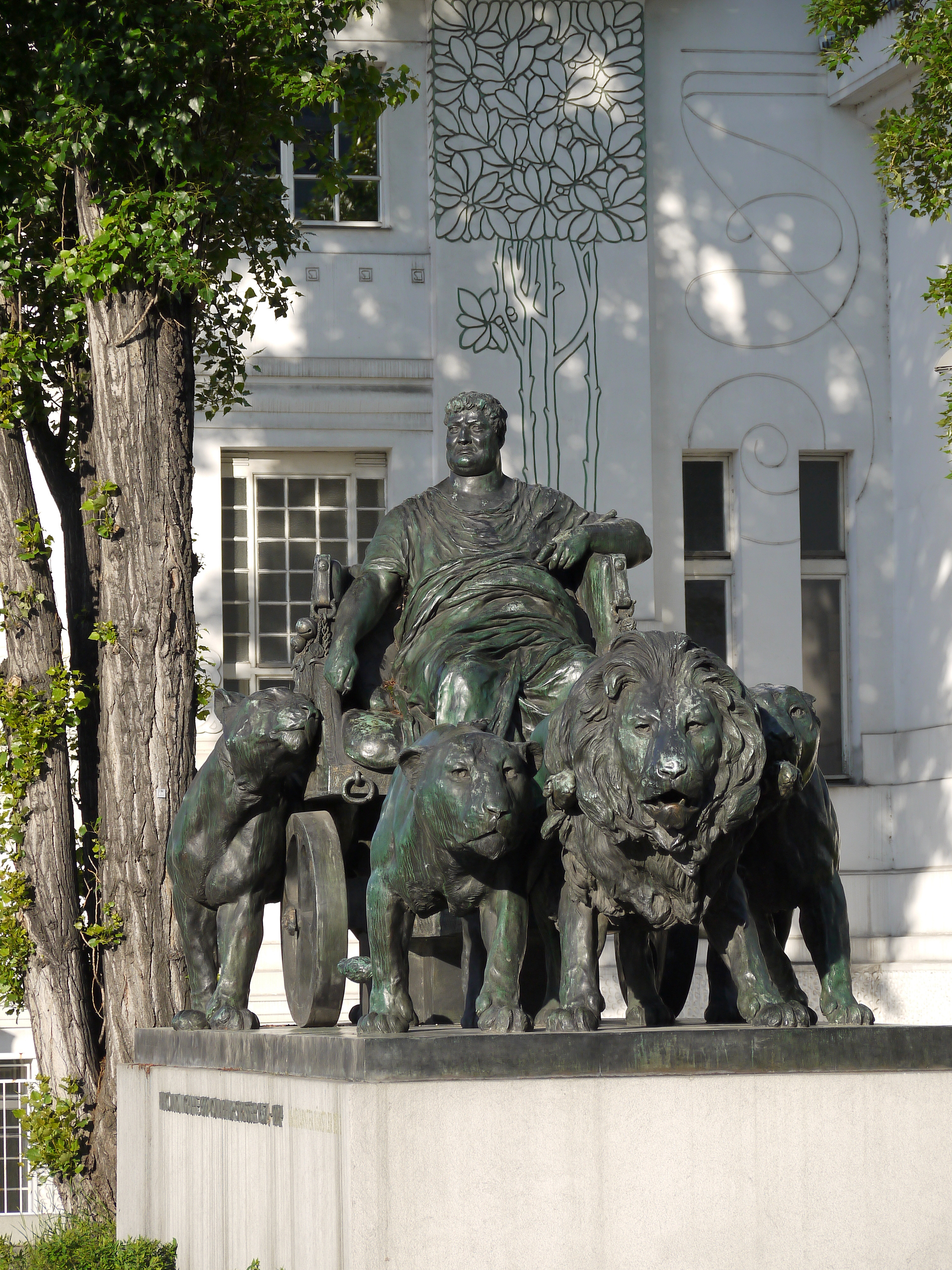
Arthur Strasser: Marc-Anton-Gruppe (1899/1900)
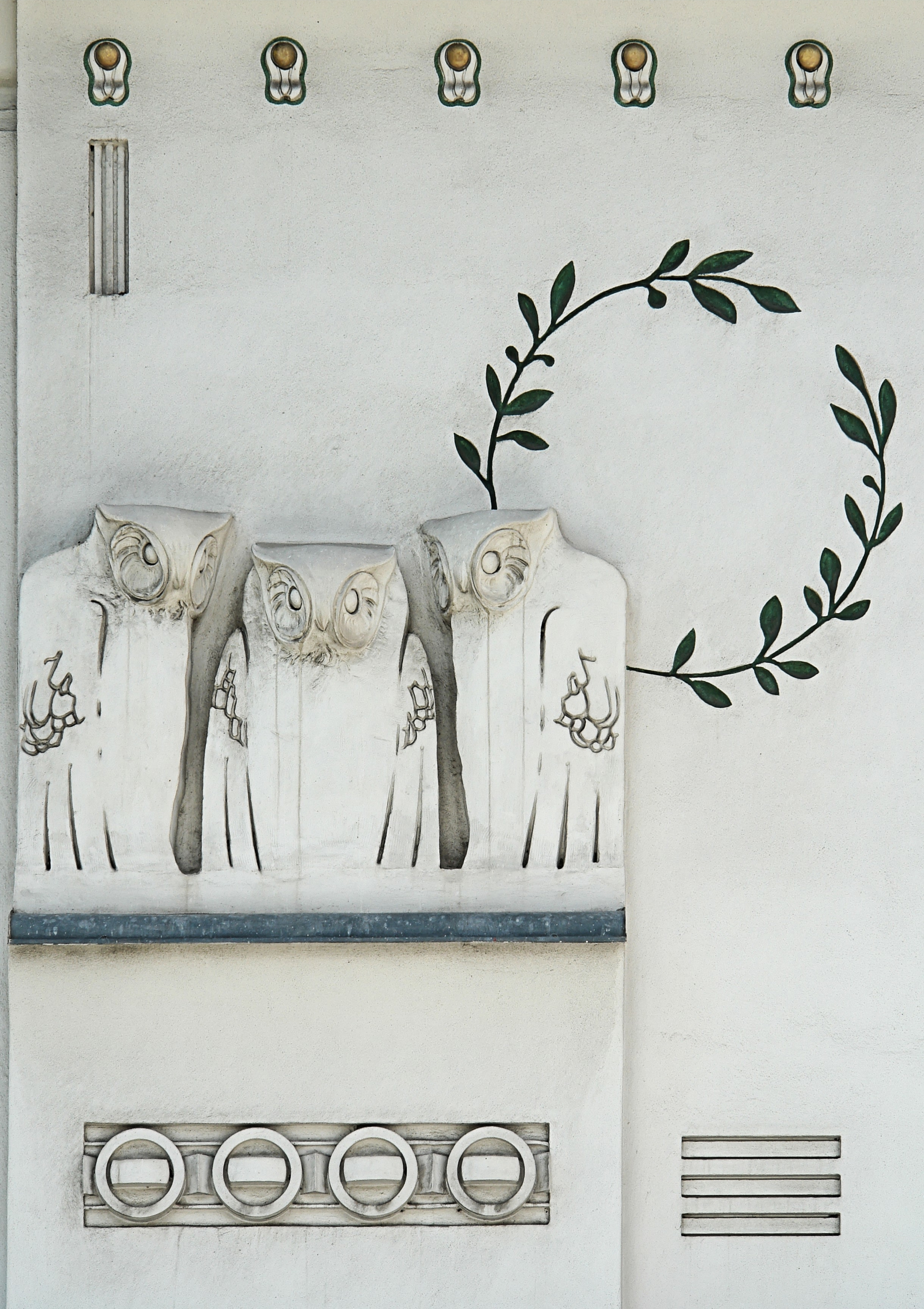
Drei Eulen
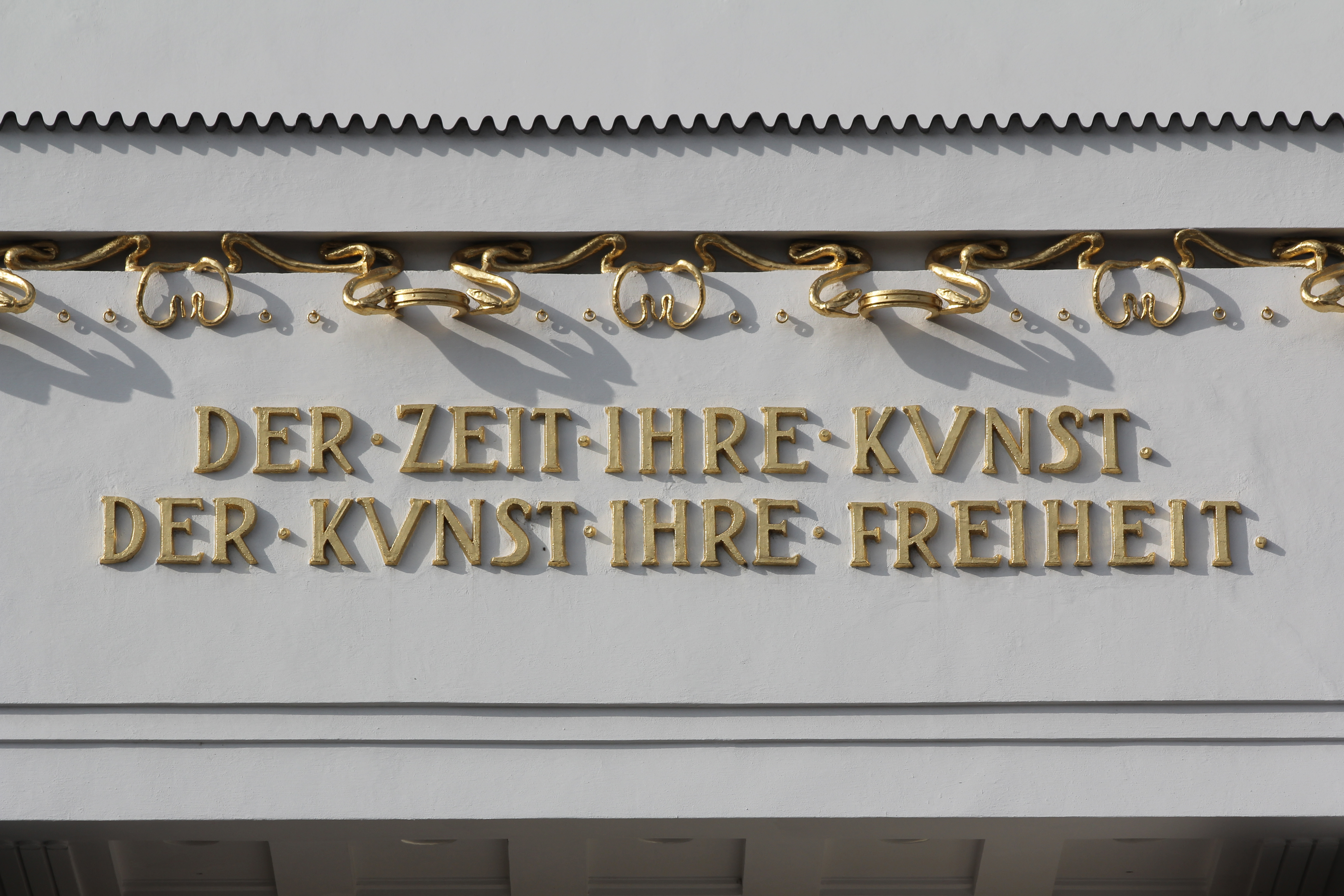
Der Zeit ihre Kunst Der Kunst ihre Freiheit
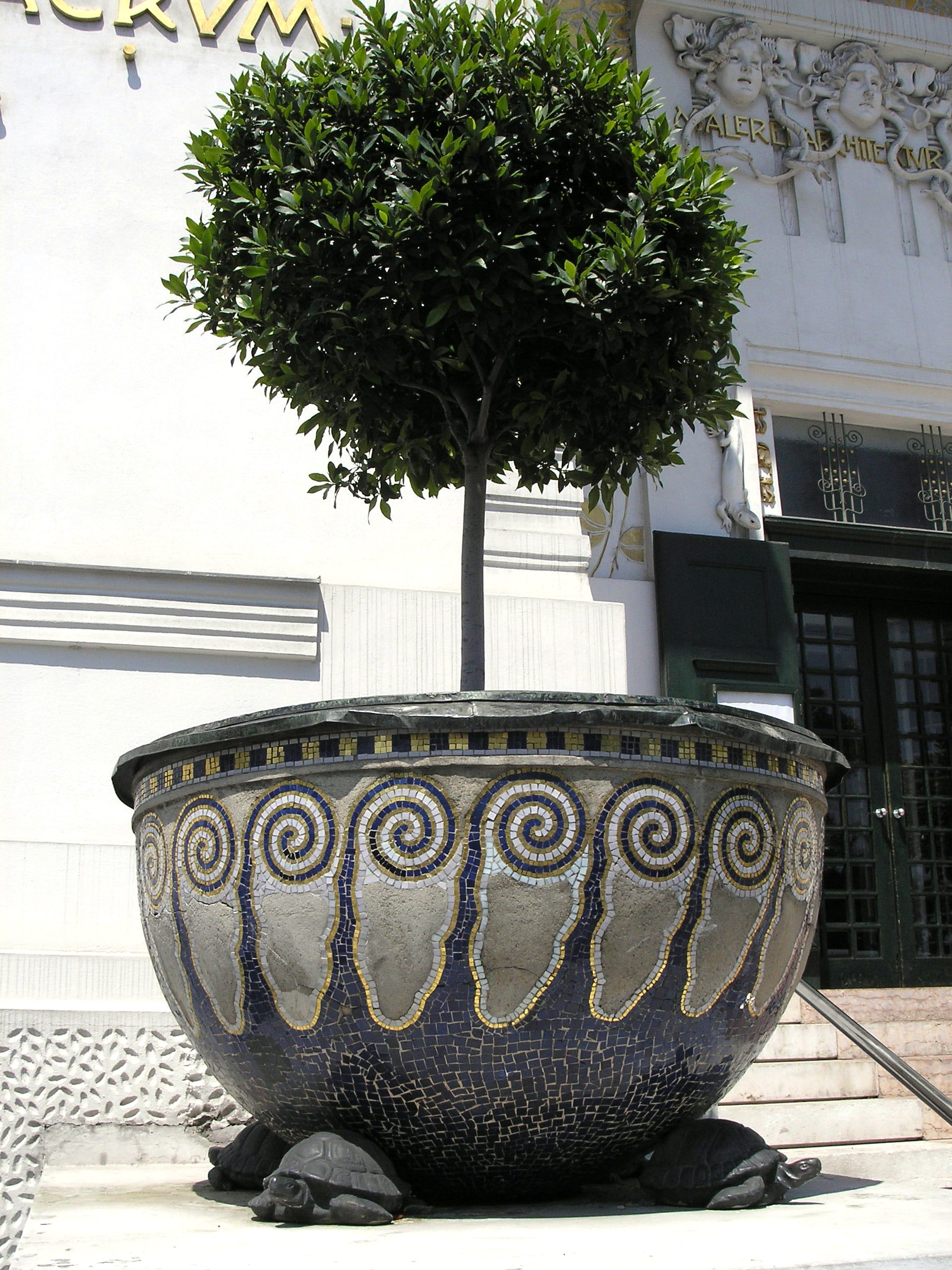
Baumtopf mit Füßen in Form von Schildkröten
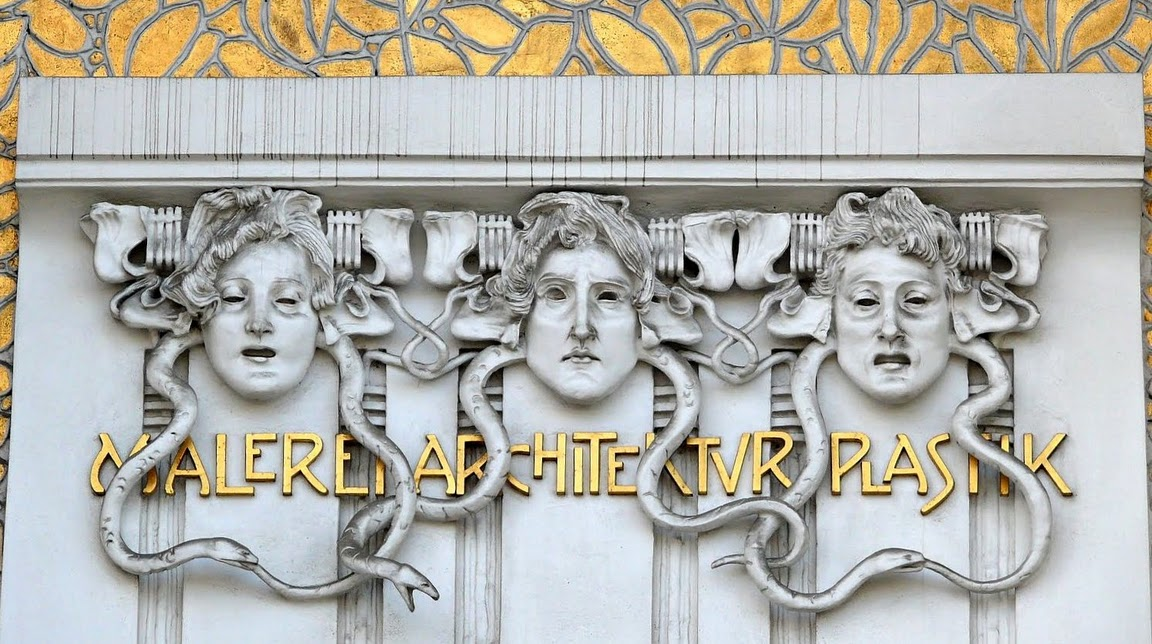
Gorgonen über der Tür
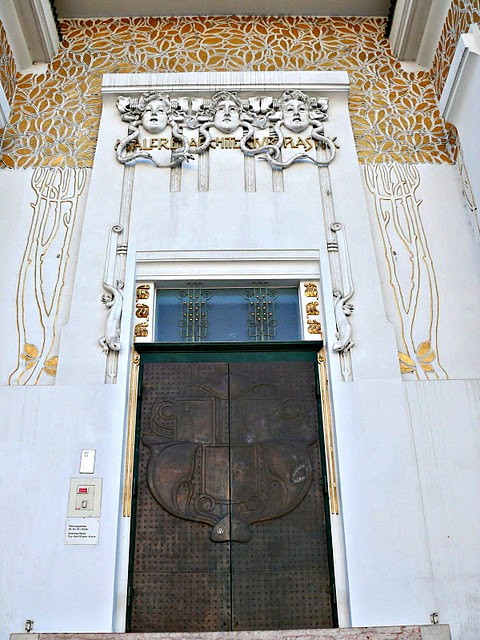
Große Ansicht der Tür mit Blattwerk und Bronzetür
Das Secessionsgebäude auf dem österreichischen 50-Cent-Stück